# ایواکورا، آیچی
ایواکورا، آیچی از شهرهای استان آیچی ژاپن است که جمعیت آن در ۱ ژانویه ۲۰۰۸ ۴۸٬۰۴۲نفر بوده‌است.